# Myzeqe
Myzeqe (o en su forma definida Myzeqeja) es un llanura que forma parte de las planicies occidentales bajas de Albania. Se localiza en las coordenadas geográficas 40°55′N 19°40′O / 40.917, -19.667.
El nombre Myzeqe deriva de una familia albanesa de nobles del siglo XV que poseía la mayor parte de la tierra hasta la conquista de esta por el imperio otomano. Gjon Muzaka era el miembro más importante conocido de esa familia noble, que emigró a Italia, después de largos años de guerra con los turcos.